# Ipswich
Ipswich je lučki grad na Sjevernom moru sa 147.225 stanovnika na jugoistoku Engleske.
Upravno je središte okruga Suffolk i istoimenog okruga.
Za Ipswich se tvrdi da je najstariji kontinuirano naseljeni grad u Engleskoj.
Grad je poznat po nogometnom klubu Ipswich Town FC, koji je osnovan 1878. godine.